# Eutrema integrifolium
Eutrema integrifolium är en korsblommig växtart som först beskrevs av Dc., och fick sitt nu gällande namn av Aleksandr Andrejevitj Bunge. Eutrema integrifolium ingår i släktet skidörter, och familjen korsblommiga växter. Inga underarter finns listade i Catalogue of Life.